# Dorrigo
Dorrigo é uma pequena cidade localizada nos Planaltos Setentrionais do estado de Nova Gales do Sul, na Austrália. A cidade faz parte da área do governo local de Bellingen. No censo de 2016, Dorrigo tinha uma população de 1.042 pessoas.